# 阿尔卡里亚鲁伊瓦
阿尔卡里亚鲁伊瓦是葡萄牙贝雅区的一个堂区。总面积215.24平方公里，总人口1013人，人口密度4.7人/平方公里。